# دراتین
دراتین (به بلغاری: Dreatin) یک منطقهٔ مسکونی در بلغارستان است که در استان صوفیه واقع شده‌است.